# Arcidiecéze San Juan de Puerto Rico
Arcidiecéze San Juan de Puerto Rico (latinsky Archidioecesis Sancti Joannis Portoricensis; španělsky Arquidiócesis de San Juan de Puerto Rico) je římskokatolická arcidiecéze na části území severoamerického teritoria Portoriko se sídlem ve městě San Juan a s katedrálou sv. Jana Křtitele v San Juan. Jejím současným arcibiskupem je Roberto González Nieves.

## Stručná historie
Biskupství v San Juan vzniklo v roce 1511, původně bylo podřízeno sevillské metropoli. Roku 1960 bylo povýšeno na metropolitní arcibiskupství.

## Církevní provincie

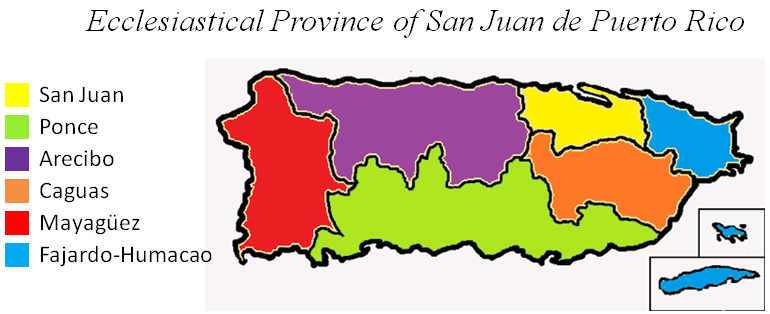
Mapa církevní provincie San Juan de Puerto Rico

Provincie San Juan de Puerto Rico zahrnuje území Portorika a jsou jí podřízena tato sufragánní biskupství:
- diecéze Arecibo
- diecéze Caguas
- diecéze Mayagüez
- diecéze Ponce.